# Michel Bastos
Pour les articles homonymes, voir Bastos.
Michel Fernandes Bastos, dit Michel Bastos, né le 2 août 1983 à Pelotas (Rio Grande do Sul), est un ancien footballeur international brésilien. 
Ses postes de prédilection sont : ailier, milieu offensif ou défenseur latéral. Ce footballeur est caractérisé par sa vitesse, sa lourde frappe de balle ainsi que ses dribbles.

## Biographie

### Carrière en club

#### Ses débuts
Prénommé Michel par son père en hommage à Michel Platini (son frère jumeau s'appelle Daniel en hommage à Daniel Passarella), Michel Bastos joue jusqu'à 18 ans dans le club brésilien de l'EC Pelotas. Il commence sa carrière professionnelle en Europe en 2001. Pendant sa première saison aux Pays-Bas dans le club du Feyenoord Rotterdam il ne dispute aucun match, puis est prêté la saison suivante à l'Excelsior Rotterdam. Après ces débuts difficiles, il retourne jouer au Brésil où il est auteur d'une excellente saison 2005-2006 dans laquelle il marque 10 buts avec le club brésilien du Figueirense FC. En juin 2006, Jean-Luc Buisine, responsable de la cellule recrutement des Dogues, prend le pari de lui faire retraverser l'Atlantique et il signe pour le Lille OSC.

#### Son retour en Europe avec le LOSC
Au LOSC, il commence au poste d'arrière gauche puis joue plus souvent comme milieu offensif gauche. Il marque de nombreux buts et devient un titulaire indiscutable au sein de l'effectif nordiste avec 113 matchs joués et 29 buts marqués en trois saisons. Il est surtout réputé pour son pied gauche puissant et ses coups francs dangereux.
La saison 2008-2009, sa troisième en Ligue 1, semble être celle de son explosion. Lors de cette saison, il inscrit 14 buts et délivre 10 passes décisives, ce qui en fait le joueur le plus décisif de l'Hexagone, et son influence dans le jeu est indéniable. Il fait partie des nommés pour le trophée UNFP du meilleur joueur de Ligue 1 et est élu dans l'équipe type de Ligue 1 grâce à une saison pleine et une belle cinquième place européenne qualificative pour la Ligue Europa du LOSC. Durant le mercato estival il est convoité par certains clubs français mais aussi étrangers. Aussi, le sélectionneur brésilien déclare que Bastos a un profil intéressant et qu'il pourrait un jour intégrer la Seleçao. Lors d'une interview, Bastos dévoile son intérêt pour l'Olympique lyonnais, provoquant la colère des supporters lillois.

#### Olympique lyonnais
Lundi 13 juillet 2009, le LOSC et l'OL trouvent un accord sur un transfert de 18 millions d'euros plus quelques bonus et un contrat de quatre ans. Bastos inscrit son premier but avec l'OL le 19 août 2009, lors du tour préliminaire de la Ligue des champions face à Anderlecht (match remporté 5-1 par Lyon). Il inscrit également, face à l'AS Nancy-Lorraine un but de 25 mètres lors de la 4e journée de Ligue 1 et a marqué le seul but dans le match OL-Schalke le 14 septembre 2010 dans la Ligue des champions.
Venu à l'OL pour intégrer la sélection brésilienne juste avant la coupe du monde 2010, il est convoqué pour la première fois par le sélectionneur Dunga le 27 octobre 2009 pour les matchs amicaux contre l'Angleterre et Oman qui se déroulent à Doha au Qatar les 14 et 17 novembre 2009. Il joue l'intégralité des deux matchs au poste d'arrière gauche. Il est encore convoqué avec la sélection pour un match amical face à l'Irlande le 2 mars, il est titulaire. Le 21 février, Bastos inscrit un triplé lors d'un match de championnat face au FC Sochaux (match remporté 4-0 par l'OL). Par ailleurs, ce triplé est le premier de sa carrière. En 2009 il inscrit le cinquième but de Lyon lors de l'incroyable match nul contre l'Olympique de Marseille (5-5). Trois ans plus tard il marque contre le Paris Saint-Germain (score final 4-4).
Le 9 février 2011, lors du match amical France-Brésil, n'ayant pas été appelé par Mano Menezes pour disputer cette rencontre, il est consultant pour TF1 sur le terrain aux côtés de Frédéric Calenge.
Durant l'été 2012, Jean-Michel Aulas, président de l'OL, lors d'une sortie médiatique agressive, décide et confirme que le Brésilien est placé sur la liste des joueurs transférables, son comportement, ses prestations en demi-teinte et son gros salaire étant mis en cause. Le 29 janvier 2013, il est prêté pour 18 mois en l'échange de 2 millions d'euros, au club allemand du FC Schalke 04. Le 2 février 2013, pour son premier match avec sa nouvelle équipe, il ouvre le score d'une superbe frappe de loin croisée contre Greuther Fürth, mais ça ne suffit pas et son équipe s'incline dans les arrêts de jeu (1-2). Le 16 février 2013, pour son 3e match avec Schalke 04, il inscrit un doublé qui permet à son équipe de prendre le point du match nul (2-2) contre Mayence.

#### Al-Aïn FC
Le 4 août 2013, il signe à Al-Aïn FC pour la somme de 4 millions d'euros. Il a été poussé vers la sortie par les dirigeants de l'Olympique lyonnais en raison de son irrégularité sur le terrain et de son salaire conséquent (4,3 millions d'euros par an avec un contrat expirant en 2015). Il est aussi victime du dégraissage massif que réalise l'OL lors de l'été 2013 en raison d'une conjoncture financière difficile que traverse le club.

#### Prêt à l'AS Rome
Le 20 janvier 2014, Michel Bastos est prêté à l'AS Roma pour un montant de 1,1 million d'euros, avec une option d'achat de 3,5 millions d'euros à la fin de la saison.

#### Retour au pays
Le 13 août 2014, Michel Bastos signe un bail de 18 mois au São Paulo FC.  Son passage ne sera pas très remarquable et sera pris plusieurs fois à parti par les supporter du SPFC, notamment à cause de ses mauvaises performances mais aussi pour ses aventures hors-terrain, par exemple : Il a participé, avec son coéquipier Wellington, à un tournoi de poker et ne s'était pas présenté à l'entrainement le lendemain.
Il est libéré de São Paulo en décembre 2016, les médias français parlent d'un retour en France.
Le 31 décembre 2016, Bastos signe, libre, à Palmeiras pour 2 ans et une année en option. Il y joue 44 matchs avant d'être prêté, le 29 avril 2018, au Sport Recife jusqu'à la fin de la saison (et accessoirement à la fin de son contrat avec Palmeiras). Son prêt se passe très mal, Recife finit 17ème  et est relégué. En plus de ça, Bastos rate le dernier match en raison de pépin physique. Autre problème, en raison de problèmes financiers du club, il connait beaucoup de retards de salaire, néanmoins il relativise :  « nous savons que ce n’est pas facile, le club fait de son mieux pour régulariser la situation », avait ainsi déclaré Michel Bastos à la télévision brésilienne sur SportTv.
Le 1er janvier 2019, à la fin de son contrat, il quitte Palmeiras et est donc libre. Après quelques mois et un seul match joué à l'América Mineiro, il prend sa retraite en octobre 2019.

### Carrière internationale
Michel Bastos joue pour le Brésil entre 2009 et 2010. Il inscrit son premier but face au Zimbabwe le 2 juin 2010 en match amical juste avant la Coupe du monde d'une frappe en pleine lucarne sur un coup franc à l'entrée de la surface. Sa frappe a été mesurée à 139 km/h. 
À Lyon, on a pour habitude de le voir évoluer milieu offensif : pourtant, Dunga l'utilise en tant que défenseur gauche qui était son poste de prédilection quand il jouait au Brésil. Cependant, Michel Bastos a affirmé à la fin de la Coupe du monde 2010 qu'il ne voudrait plus évoluer au poste de défenseur latéral, hormis pour dépanner.
Bastos a été retenu dans la liste des 23 sélectionnés du Brésil pour la coupe du monde 2010. Il a participé aux 5 matches de la sélection qui a échoué dans cette compétition en quarts de finale contre les Pays-Bas (défaite 2-1).

## Style de jeu
Michel Bastos est gaucher et peut jouer à des postes défensifs ou offensifs. Il est ainsi capable d'évoluer au poste d'ailier, de milieu offensif ou de défenseur latéral gauche. Il joue ainsi arrière gauche à ses débuts en sélection brésilienne.
Son jeu est caractérisé par une grande vitesse et par une frappe de balle lourde, qui lui permet notamment de frapper des coups francs très puissants, ainsi qu'une technique de dribbles remarquable.

## Statistiques
| Saison                | Club                  | Championnat           | Championnat | Championnat | Coupe(s) nationale(s) | Coupe(s) nationale(s) | Supercoupe | Supercoupe | Compétition(s) continentale(s) | Compétition(s) continentale(s) | Compétition(s) continentale(s) | Autres compétitions | Autres compétitions | Autres compétitions | Brésil | Brésil | Total | Total |
| Saison                | Club                  | Division              | M.          | B.          | M.                    | B.                    | M.         | B.         | Comp.                          | M.                             | B.                             | Comp.               | M.                  | B.                  | M.     | B.     | M.    | B.    |
| 2001                  | EC Pelotas            | Série C               | -           | -           | -                     | -                     | -          | -          | -                              | -                              | -                              | RS                  | -                   | -                   | -      | -      | 0     | 0     |
| 2002-2003             | Excelsior Rotterdam   | Eredivisie            | 28          | 0           | -                     | -                     | -          | -          | -                              | -                              | -                              | -                   | -                   | -                   | -      | -      | 28    | 0     |
| 2003                  | Atlético Paranaense   | Série A               | 10          | 0           | -                     | -                     | -          | -          | -                              | -                              | -                              | -                   | -                   | -                   | -      | -      | 10    | 0     |
| 2004                  | Atlético Paranaense   | Série A               | -           | -           | -                     | -                     | -          | -          | -                              | -                              | -                              | PR                  | -                   | -                   | -      | -      | 0     | 0     |
| 2006                  | Atlético Paranaense   | Série A               | -           | -           | -                     | -                     | -          | -          | -                              | -                              | -                              | PR                  | -                   | -                   | -      | -      | 0     | 0     |
| Sous-total            | Sous-total            | Sous-total            | 10          | 0           | -                     | -                     | -          | -          | -                              | -                              | -                              | -                   | -                   | -                   | -      | -      | 10    | 0     |
| 2004                  | Grêmio FBPA (prêt)    | Série A               | 19          | 4           | -                     | -                     | -          | -          | -                              | -                              | -                              | -                   | -                   | -                   | -      | -      | 19    | 4     |
| 2005                  | Figueirense FC (prêt) | Série A               | 34          | 10          | -                     | -                     | -          | -          | -                              | -                              | -                              | SC                  | -                   | -                   | -      | -      | 34    | 10    |
| 2006-2007             | LOSC Lille            | Ligue 1               | 25          | 3           | 4                     | 1                     | -          | -          | C1                             | 5                              | 1                              | -                   | -                   | -                   | -      | -      | 34    | 5     |
| 2007-2008             | LOSC Lille            | Ligue 1               | 35          | 8           | 3                     | 0                     | -          | -          | -                              | -                              | -                              | -                   | -                   | -                   | -      | -      | 38    | 8     |
| 2008-2009             | LOSC Lille            | Ligue 1               | 37          | 14          | 4                     | 2                     | -          | -          | -                              | -                              | -                              | -                   | -                   | -                   | -      | -      | 41    | 16    |
| Sous-total            | Sous-total            | Sous-total            | 97          | 25          | 11                    | 3                     | -          | -          | -                              | 5                              | 1                              | -                   | -                   | -                   | -      | -      | 113   | 29    |
| 2009-2010             | Olympique lyonnais    | Ligue 1               | 32          | 10          | 4                     | 2                     | -          | -          | C1                             | 11                             | 3                              | -                   | -                   | -                   | 10     | 1      | 57    | 16    |
| 2010-2011             | Olympique lyonnais    | Ligue 1               | 28          | 5           | 3                     | 0                     | -          | -          | C1                             | 7                              | 3                              | -                   | -                   | -                   | -      | -      | 38    | 8     |
| 2011-2012             | Olympique lyonnais    | Ligue 1               | 26          | 6           | 9                     | 1                     | -          | -          | C1                             | 8                              | 0                              | -                   | -                   | -                   | -      | -      | 43    | 7     |
| 2012-2013             | Olympique lyonnais    | Ligue 1               | 12          | 5           | 1                     | 0                     | -          | -          | C3                             | 1                              | 0                              | -                   | -                   | -                   | -      | -      | 14    | 5     |
| Sous-total            | Sous-total            | Sous-total            | 98          | 26          | 17                    | 3                     | -          | -          | -                              | 27                             | 6                              | -                   | -                   | -                   | 10     | 1      | 152   | 36    |
| 2012-2013             | Schalke 04 (prêt)     | Bundesliga            | 14          | 4           | -                     | -                     | -          | -          | C1                             | 2                              | 1                              | -                   | -                   | -                   | -      | -      | 16    | 5     |
| 2013-2014             | Al-Aïn FC             | UAE Pro League        | 12          | 4           | 6                     | 2                     | 1          | 0          | -                              | -                              | -                              | -                   | -                   | -                   | -      | -      | 19    | 6     |
| 2013-2014             | AS Rome (prêt)        | Serie A               | 16          | 1           | 1                     | 0                     | -          | -          | -                              | -                              | -                              | -                   | -                   | -                   | -      | -      | 17    | 1     |
| 2014                  | São Paulo FC          | Série A               | 19          | 1           | -                     | -                     | -          | -          | CS                             | 8                              | 3                              | -                   | -                   | -                   | -      | -      | 27    | 4     |
| 2015                  | São Paulo FC          | Série A               | 31          | 7           | 5                     | 1                     | -          | -          | CL                             | 7                              | 2                              | SP                  | 12                  | 3                   | -      | -      | 55    | 13    |
| 2016                  | São Paulo FC          | Série A               | 14          | 0           | 1                     | 0                     | -          | -          | CL                             | 13                             | 3                              | SP                  | 10                  | 2                   | -      | -      | 38    | 5     |
| Sous-total            | Sous-total            | Sous-total            | 64          | 8           | 6                     | 1                     | -          | -          | -                              | 28                             | 8                              | -                   | 22                  | 5                   | -      | -      | 120   | 22    |
| 2017                  | SE Palmeiras          | Série A               | 17          | 0           | 0                     | 0                     | -          | -          | CL                             | 7                              | 0                              | SP                  | 13                  | 2                   | -      | -      | 37    | 2     |
| 2018                  | SE Palmeiras          | Série A               | 0           | 0           | -                     | -                     | -          | -          | -                              | -                              | -                              | SP                  | 6                   | 0                   | -      | -      | 6     | 0     |
| Sous-total            | Sous-total            | Sous-total            | 17          | 0           | 0                     | 0                     | -          | -          | -                              | 7                              | 0                              | -                   | 19                  | 2                   | -      | -      | 43    | 2     |
| 2018                  | Sport Recife (prêt)   | Série A               | 23          | 4           | -                     | -                     | -          | -          | -                              | -                              | -                              | -                   | -                   | -                   | -      | -      | 23    | 4     |
| 2019                  | América Mineiro       | Série B               | 1           | 0           | -                     | -                     | -          | -          | -                              | -                              | -                              | -                   | -                   | -                   | -      | -      | 1     | 0     |
| Total sur la carrière | Total sur la carrière | Total sur la carrière | 433         | 86          | 41                    | 9                     | 1          | 0          | -                              | 69                             | 16                             | -                   | 41                  | 7                   | 10     | 1      | 595   | 119   |

## Palmarès

### En club
Il se forge un palmarès avec l'Olympique lyonnais en étant tout d'abord vice-champion de France 2009-2010 et finaliste de la Coupe de la Ligue 2012 mais battu par l'Olympique de Marseille. Il remporte ensuite la Coupe de France 2012 contre l'US Quevilly. Avec Al-Aïn FC, il est finaliste de la Supercoupe des Émirats arabes unis 2013 mais battu par Al-Ahli Club.

### Distinctions individuelles
Il est le meilleur passeur de la saison 2008-2009 de Ligue 1 et la même saison, est élu dans l'équipe type de la Ligue 1 lors des trophées UNFP du football.